# Chu Minh Hồng
Chu Minh Hồng là một sĩ quan cấp cao trong Quân đội nhân dân Việt Nam, hàm Thiếu tướng, hiện đang giữ chức Phó Cục trưởng Cục Nhà trường, Bộ Tổng Tham mưu.

## Tiểu sử binh nghiệp
Năm 2012, ông được bổ nhiệm giữ chức Phó Cục trưởng Cục Nhà trường, Bộ Tổng Tham mưu.
Thiếu tướng (2014)